# Championnats du monde de duathlon 1996
Navigation
Édition précédente Édition suivante
Les Championnats du monde de duathlon 1996 présentent les résultats des championnats mondiaux de duathlon en 1996 organisés par la fédération internationale de triathlon.
Ces 7e championnats se sont déroulés à Ferrare en Italie les 14 et 15 septembre 1996.

## Résultats

### Élite
Distances parcourues
| Distances course (kilomètres) | Distances course (kilomètres) | Distances course (kilomètres) |
| Course à pied                 | Cyclisme                      | Course à pied                 |
| ----------------------------- | ----------------------------- | ----------------------------- |
| 10                            | 40                            | 5                             |

| Rang               | Athlète             | Pays      | Temps           |
| ------------------ | ------------------- | --------- | --------------- |
| Médaille d'or      | Andrew Noble        | Australie | 1 h 35 min 08 s |
| Médaille d'argent  | Štepán Chroustovský | Tchéquie  | 1 h 35 min 12 s |
| Médaille de bronze | Tim Bentley         | Australie | 1 h 35 min 14 s |

| Rang               | Athlète            | Pays      | Temps           |
| ------------------ | ------------------ | --------- | --------------- |
| Médaille d'or      | Jackie Gallagher   | Australie | 1 h 44 min 46 s |
| Médaille d'argent  | Lucy Smith         | Canada    | 1 h 45 min 35 s |
| Médaille de bronze | Susanne Nedergaard | Danemark  | 1 h 45 min 38 s |

### Junior
Distances parcourues
| Distances course (kilomètres) | Distances course (kilomètres) | Distances course (kilomètres) |
| Course à pied                 | Cyclisme                      | Course à pied                 |
| ----------------------------- | ----------------------------- | ----------------------------- |
| 10                            | 40                            | 5                             |

| Rang               | Athlète         | Pays     | Temps |
| ------------------ | --------------- | -------- | ----- |
| Médaille d'or      | Lino Barruncho  | Portugal |       |
| Médaille d'argent  | Ralph Zeetsen   | Pays-Bas |       |
| Médaille de bronze | Ladislav Pokomy | Tchéquie |       |

| Rang               | Athlète          | Pays     | Temps |
| ------------------ | ---------------- | -------- | ----- |
| Médaille d'or      | Marie Overbye    | Danemark |       |
| Médaille d'argent  | Susanne Karlsson | Suède    |       |
| Médaille de bronze | Erika Molnár     | Hongrie  |       |

## Tableau des médailles
| Rang  | Nation    | Or | Argent | Bronze | Total |
| ----- | --------- | -- | ------ | ------ | ----- |
| 1     | Australie | 2  | 0      | 1      | 3     |
| 2     | Danemark  | 1  | 1      | 1      | 3     |
| 3     | Portugal  | 1  | 0      | 0      | 1     |
| 4     | Tchéquie  | 0  | 1      | 1      | 2     |
| 5     | Canada    | 0  | 1      | 0      | 1     |
| -     | Suède     | 0  | 1      | 0      | 1     |
| 7     | Hongrie   | 0  | 0      | 1      | 1     |
| Total | Total     | 4  | 4      | 4      | 12    |